# C23
C23 или ISO/IEC 9899:2024 (неофициально C2X) — стандарт для языка Си (ISO/IEC 9899:2024), который заменил существующий стандарт C17. Разработка стандарта началась в 2016 году, а официально о выпуске стандарта было объявлено 31 октября 2024 года.

## Изменения по сравнению с C17[2]

### Изменения в языке

#### Устаревшие и удаленные возможности
- Архитектура должна обязательно поддерживать числа с дополнительным кодом
- Определения функций в стиле K&R
- Определение этих макросов в <math.h> (вынесено в <limits.h>)
  - INFINITY
  - DEC_INFINITY
  - NAN
  - DEC_NAN
- Атрибут No_return
- Поддержка вызова realloc с 0 размеров (теперь это неопределенное поведение).
- Макрос __bool_true_false_are_defined
- Макрос __alignof_is_defined и __alignas_is_defined

#### Нововведения

##### Новые директивы препроцессора
- #embed

- #elifdef и #elifndef
- #warning
- Поддержка ISO/IEC 60559:2020, текущей версии стандарта IEEE 754 standard для арифметики чисел с плавающей точкой
- Типы _Decimal32, _Decimal64 и _Decimal128.
- Поддержка _Static_assert
- Атрибуты функций в стиле C++11:
  - nodiscard;
  - maybe_unused;
  - deprecated;
  - fallthrough;
  - noreturn;
  - reproducible;
  - unsequenced.
- Улучшена арифметика над бинарными и десятичными числами
- Метки могут появляться до объявлений и в конце выражений
- Неименнованные параметры в объявлении функций[3]
- Бинарные литералы такие как 0b10101010
- Улучшенная поддержка const с массивами[4]
- Возможность контроля переполнения целых чисел
- Типы _BitInt(N) и unsigned _BitInt(N)
- Разделители цифр: 0xFF’FF’FF’FF
- Стандартизация оператора typeof(...) (typeof)[5]
- Пустая инициализация с помощью {} (включая инициализацию VLA)
- alignas, alignof, bool, true, false, static_assert, thread_local теперь ключевые слова
- pragma для направления округления
  - FENV_ROUND;
  - FENV_DEC_ROUND.

### Изменения в стандартной библиотеке

#### Новые заголовочные файлы
- stdbit.h
- stdckdint.h

- Некоторые POSIX функции становятся стандартными
  - memccpy()
  - strdup()
  - strndup()
  - asctime_r()
  - ctime_r()
  - gmtime_r()
  - localtime_r()
- Поддержка UTF8
  - псевдоним char8_t
  - mbrtoc8()
  - c8rtomb()
  - псевдоним atomic_char8_t
  - макрос ATOMIC_CHAR8_T_LOCK_FREE
- Расширения для fscanf, fprintf
  - Спецификатор %b для вывода бинарных чисел
  - H,D,DD для _Decimal32, _Decimal64 и _Decimal128 соответственно.

## Поддержка
| Возможность                     | № предложения | GCC    | Clang | MSVC      |
| ------------------------------- | ------------- | ------ | ----- | --------- |
| _Static_assert                  | 2265          | 9      | 9     |           |
| Атрибуты                        | 2554          | 10     | 9     |           |
| Decimal                         | 2341          | 4.2*   |       |           |
| Бинарные константы              | 2549          | 4.3 11 | 2.9 9 | 19.0**    |
| Метки до объявления             | 2508          | 11     |       | Частично* |
| __has_c_attribute               | 2553          | 11     | 9     |           |
| Разделители цифр                | 2626          | 12     | 13    | 19**      |
| #elifdef, #elifndef             | 2645          | 12     | 13    |           |
| Объявление функции в стиле K&R  | 2432          | 10     | 15    |           |
| Неименованные параметры функции | 2480          | 11     | 11    |           |